# Heposaari (ö i Finland, Norra Karelen, Pielisen Karjala, lat 63,21, long 29,63)
Heposaari är en ö i Finland. Den ligger i sjön Pielisjärvi och i kommunen Lieksa i den ekonomiska regionen  Pielinen-Karelen  och landskapet Norra Karelen, i den östra delen av landet, 400 km nordost om huvudstaden Helsingfors. Öns area är 2 hektar och dess största längd är 190 meter i nord-sydlig riktning.